# Alfabeto macedonio
El alfabeto macedonio (en macedonio Македонска азбука, Makedonska Azbuka) es la variante del alfabeto cirílico empleada para escribir la lengua eslava meridional que suele recibir el nombre de idioma macedonio. Creado por Krum Toixev, Krume Kepeski y Blajé Koneski, que tomaron como base el trabajo de Krste Misirkov y el alfabeto serbio creado por el lingüista Vuk Stefanović Karadžić. Este alfabeto fue adoptado oficialmente por el comité central del Partido Comunista de Macedonia el 3 de mayo de 1945.

## Historia
Hasta la era moderna, el macedonio era predominantemente un idioma hablado, sin una forma escrita estandarizada de los dialectos vernáculos. La comunicación escrita formal se hacía generalmente en el idioma eslavo eclesiástico o en griego, que eran los idiomas de la liturgia cristiana y, por lo tanto, se consideraban idiomas «formales».
El declive del Imperio otomano a partir del siglo XIX coincidió con la creciente resistencia de los pueblos eslavos al uso del griego en las iglesias ortodoxas y en la escuela, así como una resistencia de los eslavos macedonios a la introducción del búlgaro estándar en Vardar Macedonia.

## Alfabeto

La variante cursiva de las letras del alfabeto macedonio.

El alfabeto macedonio tiene 31 letras:
| mayúscula | minúscula | transcripción | Pronunciación |
| --------- | --------- | ------------- | ------------- |
| А         | а         | a             | / a /         |
| Б         | б         | b             | / b /         |
| В         | в         | v             | / v /         |
| Г         | г         | g             | / ɡ /         |
| Д         | д         | d             | / d /         |
| Ѓ         | ѓ         | ǵ             | / ɟ /         |
| Е         | е         | e             | / ɛ /         |
| Ж         | ж         | ž             | / ʒ /         |
| З         | з         | z             | / z /         |
| Ѕ         | ѕ         | dz            | / ʣ /         |
| И         | и         | i             | / i /         |
| Ј         | ј         | j             | / j /         |
| К         | к         | k             | / k /         |
| Л         | л         | l             | / l /         |
| Љ         | љ         | lj            | / ʎ /         |
| М         | м         | m             | / m /         |
| Н         | н         | n             | / n /         |
| Њ         | њ         | nj            | / ɲ /         |
| О         | о         | o             | / ɔ /         |
| П         | п         | p             | / p /         |
| Р         | р         | r             | / r /         |
| С         | с         | s             | / s /         |
| Т         | т         | t             | / t /         |
| Ќ         | ќ         | ḱ             | / c /         |
| У         | у         | u             | / u /         |
| Ф         | ф         | f             | / f /         |
| Х         | х         | h             | / h /         |
| Ц         | ц         | c             | / ʦ /         |
| Ч         | ч         | č             | / ʧ /         |
| Џ         | џ         | dž            | / ʤ /         |
| Ш         | ш         | š             | / ʃ /         |